# Valerio Antias
Valerio Antias  fue un analista romano que al parecer vivió en el siglo I a. C.

## Biografía
Poco se sabe de la vida de Valerio Antias, ni siquiera su praenomen. Presumía de origen noble (gens Valeria) y por su cognomen quizá debió de nacer en Antium (actual Anzio). En cuanto a la cronología de su vida, es algo imprecisa; al parecer era un joven contemporáneo de los analistas Quinto Claudio Cuadrigario y Lucio Cornelio Sisenna; pero en una lista de Cicerón de historiadores y analistas no figura, y además nunca citó un texto suyo, por lo que debía ser bastante joven entonces. Su principal aportación fue una historia de Roma (Annales o Historiae) desde su fundación hasta la muerte de Sila, un voluminoso trabajo de setenta y cinco libros del que no ha quedado siquiera un título exacto, aunque sí sesenta y seis citas literales más o menos extensas conservadas por autores posteriores: principalmente Tácito (35 citas), y después Dionisio de Halicarnaso y, solo para la segunda guerra púnica, lo emplearon Apiano, Plutarco y Silio Itálico; además, probablemente fue utilizado por Valerio Máximo y Dion Casio. 
Antias poseía un estilo sencillo y sin arcaísmos, y su escasez de flores retóricas le hizo no ser considerado un buen modelo de prosa: Marco Cornelio Frontón juzgó que su lenguaje y estilo no eran atractivos (invenuste). Por lo tanto, raras veces fue citado literalmente por gramáticos posteriores. Tampoco fue un modelo de veracidad como historiador. Es característico su escaso rigor y despreocupación en la comprobación de los datos y las estimaciones numéricas, hiperbólicas y exageradas; fue motivo de hilaridad al aseverar que la cantidad de vírgenes sabinas era exactamente 527. En otra ocasión, en un año en que ni griegos ni latinos mencionan ninguna campaña importante, habla de una gran batalla con una fabulosa cantidad de muertos, por lo que se cree que a veces inventaba hechos, e incluso documentos (falsificó los juicios que sufrió al final de su vida Escipión el Africano, y actas del Senado, en especial cuando se encontraba con información escasa o nula). Además, fusionó eventos con varios años de diferencia en un solo año y procedió de manera similar con la historia de Quinto Pleminio. También se mostró crédulo a leyendas e historias fabulosas. 
Resulta así que es apenas fiable para los datos de la historia antigua de Roma, que trata con suma ligereza y superficialmente, y solo ejerció algún detenimiento sobre la historia de su época, en especial la de Sila.
Sin embargo, Tito Livio lo utilizó al principio como una de sus fuentes principales hasta que se convenció de que no era digno de confianza; sus obras conservadas contienen 35 citas de esta fuente.